# Zavodskoi (Krasnodar)
|  | Per a altres significats, vegeu «Zavodskoi». |

Zavodskoi - Заводской (rus) és un possiólok del krai de Krasnodar, a Rússia. Es troba a la vora del Korjova, afluent del riu Iàsseni, a la península de Ieisk. És a 33 km al sud-est de Ieisk i a 159 km al nord-oest de Krasnodar.
Pertany al possiólok d'Oktiabrski.